# 多可町立中町北小学校
 多可町立中町北小学校（たかちょうりつなかちょうきたしょうがっこう）は、兵庫県多可郡多可町中区鍛冶屋にある公立小学校。

## 概要
多可町中区の北部を校区とした、田園風景が広がる地域。隆田尋常小学校が前身となりその後、町村合併や町制施行により、2005年11月1日には中町、加美町、八千代町の合併で多可町が発足、多可町立中町北小学校と改称した。令和2年度の児童数は、152名。

## 沿革
- 1873年（明治6年） - 前身となる5小学校が誕生
- 1892年（明治25年） - 隆田尋常小学校創立
- 1982年（明治25年） - 本館新校舎創設
- 1900年（明治33年） - 中村第2尋常小学校と改称
- 1906年（明治39年） - 中村第2尋常高等小学校と改称
- 1906年（明治39年） - 初代校歌を制定
- 1924年（大正13年）4月1日 - 中村が町制施行して中町となり、中町第2尋常高等小学校と改称
- 1941年（昭和16年） - 国民学校令により中町第二国民学校と改称
- 1947年（昭和22年） - 学校教育法施行により中町立中町第2小学校と改称
- 1961年（昭和36年） - 校舎新築落成式
- 1963年（昭和38年） - 中町立中町北小学校と改称する
- 1964年（昭和39年） - 現校歌を制定
- 1968年（昭和43年） = プール竣工
- 1978年（昭和53年） - 体育館竣工
- 1983年（昭和58年） - 第4代本館校舎竣工
- 1990年（平成2年） - 北校舎大規模改修
- 2002年（平成14年） - プール外装改装工事
- 2003年（平成15年） - プール水槽改修、北校舎地震補強・大規模改修、南校舎増築工事
- 2005年（平成17年）11月1日 - 多可郡中町・加美町・八千代町が合併して多可町が発足、多可町立中町北小学校と改称

## 教育目標
『人権尊重の心を持ち 仲間とともに 意欲的に学ぶ ふるさと大好き　中北っ子の育成』

## 学校行事
| - 4月 始業式、入学式 - 5月 家庭訪問 - 6月 修学旅行、自然学校 | - 7月 終業式 - 8月 - 9月 始業式 、運動会 | - 10月 - 11月 - 12月 マラソン大会、終業式 | - 1月 始業式 - 2月 6年生を送る会 - 3月 卒業式、修了式 |

## 通学区域
- 中区（門前、安楽田、東山、田野口、牧野、鍛冶屋、間子、岸上、天田）[1]

## 進学先中学校
- 公立中学校の進学は 多可町立中町中学校

## 交通
- 路線バス
  - JR西日本加古川線西脇市駅から神姫グリーンバスで約43分 中町北小学校前のバス停下車 徒歩約2分（200メートル）
- 自動車
  - 国道427号 高岸（交差点）を東方向に500メートル